# مسئله اسپینوزا
مسئله اسپینوزا، (به انگلیسی: The Spinoza Problem: A Novel) کتابی است نوشته روان‌پزشک و نویسنده آمریکائی اروین د. یالوم. این کتاب جزء آثار داستانی این نویسنده است.

## طرح کلی
طرح کلی مسئلهٔ اسپینوزا، در رابطه با زندگی فیلسوف بزرگ هلندی، باروخ اسپینوزا و سیاستمدار شهیر، آلفرد روزنبرگ است.
اسپینوزا فیلسوف هلندی است که به اتهامات متعددی به شِرِم(تکفیر) محکوم می‌شود. حکم تکفیرِ اسپینوزا ابدی است و هیچ یهودی‌ای حق صحبت و ملاقات و خواندن مکتوبات وی و نزدیک شدن به وی را ندارد.
بخش دیگر رمان درباره آلفرد روزنبرگ سیاستمدار و یهودی‌ستیز مشهور در دوران رایش سوم است. داستان وی با صحنه‌ای آغاز می‌گردد که در آن روزنبرگ در مدرسه و در حضور مدیر مدرسه و یکی از معلمینش است. روزنبرگ می‌گوید که قهرمان زندگی‌اش گوته است و در همین موقع متوجه می‌گردد که قهرمان زندگی گوته نیز، اسپینوزای یهودی است.

## در ایران
مسئلهٔ اسپینوزا در ایران توسط انتشارات صبح صادق و با ترجمه حسین کاظمی یزدی منتشر شده. همچنین نشر ترانه با ترجمه خانم زهرا حسینیان و نشر قطره با ترجمه خانم بهاره نوبهار نیز این کتاب را منتشر ساختند. انتشارات نوای مکتوب این کتاب را تحت عنوان معمای اسپینوزا با ترجمۀ خانم مرجان معتمد حسینی در زمستان سال 1400 منتشر کرده است.